# دهستان دهدشت غربی
دهدشت غربی، دهستانی از توابع بخش مرکزی شهرستان کهگیلویه در استان کهگیلویه و بویراحمد ایران است.

## جمعیت
براساس سرشماری سال ۱۳۸۵ جمعیت آن ۹٬۱۱۸ نفر (۱٬۷۶۸ خانوار) بوده‌است.